# Stepán Rumovski
Stepán Yákovlevich Rumovski (en ruso: Степан Яковлевич Румовский) (29 de octubre [9 de noviembrejul] de 1734 – 6 de julio [18 de juliojul] de 1812) fue un astrónomo y matemático ruso, considerado como el primer astrónomo de renombre de su país.

## Semblanza
Rumovski estudió en Berlín, siendo alumno de Leonhard Euler. Enseñó matemáticas y astronomía en la Universidad de San Petersburgo entre 1756 y 1812, desempeñando numerosos cargos importantes en la Academia de Ciencias de San Petersburgo, incluyendo el de director del departamento de geografía de 1766 a 1786; y el de director del observatorio y profesor de astronomía desde 1763 hasta su muerte. También fue vicepresidente de la Academia de Ciencias, miembro honorífico extranjero de la Academia Sueca de Ciencias en 1763.
Emn 1803, Rumovski se incorporó al consejo que administraba las escuelas de Rusia, siendo responsable de varias reformas en el campo educativo. Como superintendente del Departamento de Educación de Kazán entre 1803 y 1812, desempeñó un papel importante en la fundación de la Universidad de Kazán.

## Trabajos
Rumovski fue el autor de numerosos artículos científicos relacionados con los campos de la astronomía, la geodesia, la geografía, las matemáticas, y la física. En 1786 editó el primer catálogo en Rusia con coordenadas geográficas de sesenta y dos lugares obtenidas astronómicamente, posteriormente incluido en el Berliner Astronomisches Jahrbuch (1790). En 1760, Rumovski publicó un libro de texto sobre matemáticas para estudiantes. También se implicó en la edición del Diccionario de la Lengua Rusa, realizando numerosas traducciones al ruso principalmente de trabajos filosóficos.

### Observaciones de Venus
En el siglo XVIII, la medición precisa de la distancia entre la Tierra y el Sol era reconocida como una de las tareas más urgentes de la astronomía de la época. Edmond Halley había sugerido anteriormente que el mejor método disponible para medir esta distancia era observar el punto en el que Venus se sitúa entre el Sol y la Tierra (conocido como tránsito de Venus). Dos de estos tránsitos se produjeron en 1761 y en 1769 respectivamente, y los datos tomados en las observaciones realizadas desde distintos lugares de Europa permitieron obtener un valor muy preciso de la distancia entre la Tierra y el Sol.
En 1761 se procedió a coordinar en Europa las labores de observación del tránsito de Venus, incluyendo a Rusia. El esfuerzo ruso, respaldado por Mikhail Lomonosov, consistió en la realización de varias expediciones para observar el fenómeno. En particular, Rumovski encabezó la expedición que se dirigió a Selenginsk, en Siberia.
Los resultados de 1761 sirvieron de base para refinar las observaciones realizadas en 1769. En aquel año, Rumovski coordinó las observaciones realizadas en el Imperio Ruso, desarrolladas a través de todo su territorio accesible. Rumovski personalmente dirigió las observaciones realizadas en la península de Kola, y colaborando posteriormente con Euler para producir un cuadro más completo, basado en las observaciones realizadas desde todas las ubicaciones posibles.